# Elizabeth Reid
Elizabeth Reid (ur. 21 marca 1989 w Wielkiej Brytanii) – brytyjska siatkarka grająca jako środkowa. Obecnie występuje w drużynie University of Georgia.